# 巴布·巴納拉西·達斯室內體育館
巴布·巴納拉西·達斯室內體育館（英語：Babu Banarasi Das Indoor Stadium），是印度北方邦勒克瑙的一座室內運動場館。它通常用於室內運動，包括卡巴迪、羽球與乒乓球。

## 主場隊伍
阿瓦德勇士是以本館為主場地的一支羽球隊，由撒哈拉印度企業集團旗下的撒哈拉探險運動有限公司擁有，主要參加印度羽毛球超級聯賽。
它也是職業卡巴迪聯賽隊伍北方邦約達的主場館。

## 賽事
- 賽義德·莫迪國際羽毛球錦標賽
  - 黃金大獎賽時期：2012、2014、2015、2016、2017
  - 世界巡迴賽時期：2018、2019、2022
- 2013年印度羽毛球聯賽（英语：2013 Indian Badminton League）
- 2016年印度羽毛球超級聯賽（英语：2016 Premier Badminton League）
- 2017年職業卡巴迪聯賽（英语：2017 Pro Kabaddi League season）